# Rhynchocalyx lawsonioides
Rhynchocalyx lawsonioides är en tvåhjärtbladig växtart som beskrevs av Oliver. Rhynchocalyx lawsonioides ingår i släktet Rhynchocalyx och familjen Penaeaceae. Inga underarter finns listade i Catalogue of Life.